# Sagisi
Sagisi  (Sagisi Island) es una isla situada en Filipinas, adyacente a la de Mindanao. Corresponde al término municipal de la Ciudad de Surigao perteneciente a  la provincia de Surigao del Norte situada en la Región Administrativa de Caraga, también denominada Región XIII.

## Geografía
Isla situada  21 km al noroeste de la ciudad de  Surigao, frente a la isla de Bayagnán, al este se encuentran las islas de Hinatuán y Talavera, al sur la de Masapelid y al oeste Maanoc. Cierra por el norte la bahía de Cagutsán.
Administrativamente forma parte del barrio de San José de Bayagnán.

## Playas
Sagisi Island Beach, tres kilómetros de playa de arena blanca con un arrecife de coral con abundante en diversidad de vida marina. A una hora de viaje en barco desde la ciudad de Surigao.